# Kumano (Mie)
Kumano (japonsky:熊野市 Kumano-ši) je japonské město v prefektuře Mie na ostrově Honšú. Žije zde přes 17 tisíc obyvatel. V okolí města se nachází několik přírodních památek a chrámů, které jsou zařazeny do seznamu Světového dědictví UNESCO.

## Partnerská města
- Bastos, Brazílie (1972)
- Sorrento, Itálie (2001)